# Římskokatolická farnost Zdechovice
Římskokatolická farnost Zdechovice je zaniklým územním společenstvím římských katolíků v pardubickém vikariátu královéhradecké diecéze.

## O farnosti

### Historie
Kostel svatých Petra a Pavla ve Zdechovicích byl vystavěn v roce 1716. Areál doplňuje stylově jednotná márnice a budova bývalé fary.

### 21. století
Farnost byla administrována excurrendo z Přelouče. Jejími administrátory byli:
- 23. října 2007–31. července 2019  Mgr. Ľubomír Pilka
- 1. srpna 2019–31. července 2021 R.D. ThLic. Miloslav Paclík
- 1. srpna 2021–31. prosince 2024 Mgr. Zdeněk Skalický

Dne 31. prosince 2024 farnost úředně zanikla, jejím právním nástupcem je od 1. ledna 2025 farnost Přelouč.
| Kostel                       | Místo            | Bohoslužba             | Bohoslužba                | Poznámka                      |
| ---------------------------- | ---------------- | ---------------------- | ------------------------- | ----------------------------- |
| Kostel Proměnění Páně        | Horušice         | neslouží se pravidelně | neslouží se pravidelně    | filiální kostel               |
| Kostel svaté Marie Magdalény | Řečany nad Labem | čtvrtek                | 16.00 (adorace)           | filiální kostel               |
| Kostel svatého Petra a Pavla | Zdechovice       | sobota                 | 17.00 v zimě 18.00 v létě | filiální, bývalý farní kostel |